# Дисимуляція
Дисимуляція (від лат. dissimulatio — приховання) — поведінка, протилежна симуляції: пов'язана з установкою на приховування, затушовування хвороби, її симптомів або окремих проявів. Може мотивуватися як усвідомленими цілями — наприклад, випискою з лікарні, виходом на роботу тощо, так і неусвідомлюваними, у тому числі пов'язаними з компенсаторними формами особистісного реагування. Спостерігається в основному при захворюваннях, пов'язаних для людини з деякими об'єктивно чи суб'єктивно невигідними ситуаціями. Частіше як симптом зустрічається при психічних розладах.